# Черна кутия
Черна кутия е термин, използван в различни области на науката и техниката за описване на компонент от дадена система, който се разглежда само по отношение на неговите „вход“ и „изход“.
Обикновено се приема, че съществува функционална зависимост между „входа“ и „изхода“, а вътрешното устройство, начинът на работа и моментното състояние на съответния компонент не са известни и не са съществени за целите на конкретната задача.
Този подход е особено полезен, когато даденият компонент е прекалено сложен и за конкретната цел може да се приложи опростяване. Друго приложение е, когато начинът на работа на компонента е неизвестен или е обект на изследване. Много често този подход всъщност дори води до по-прецизни резултати в сравнение със строго аналитичния подход, тъй като обикновено съществуват много неизвестни фактори.
Терминът черна кутия е дефиниран в някои науки като системотехника, кибернетика и физика, но на практика е изключително популярен в най-разнообразни области от науката, практиката и дори в обикновеното ежедневие. Всичко може да се разглежда като черна кутия - било то реално устройство, уред или машина, алгоритъм, организъм, социална група и т.н.
Прост пример е обикновената чешма. За ежедневни нужди е достатъчно да знаем, че чрез завъртане на кранчето (вход) можем да управляваме дебита на водата (изход) без да се интересуваме от конкретното устройство, използваните материали или механиката на флуидите, описваща движението на водата. В по-усложнен вариант имаме два входящи (кранчета за студена и топла вода) и два изходящи параметъра: дебит и температура. За да се научим да управляваме въпросната черна кутия, не ни е необходимо да навлизаме в подробностите на конструкцията на чешмата и теорията на флуидите.

## Употреба
- В авиацията черна кутия се наричат записващите устройства, които съхраняват всички данни за полета на самолета. В случая става въпрос за журналистическа интерпретация, тъй като въпросните устройства обикновено са оранжеви на цвят.
- В електрониката - запечатан компонент, който при повреда се подменя, без да се разпечатва и ремонтира.
- В програмирането тестване на софтуер по метода черна кутия означава проверка дали програмата генерира очаквания резултат при зададени входни данни. [1] Терминът в случая указва, че не се проверява самия код на програмата.
- В хардуера като черна кутия може да се обозначи устройство доставено заедно с даден продукт, при което доставчикът контролира и поддържа въпросното устройство, а потребителят няма достъп до него.
- В кибернетиката терминът е въведен от Норберт Винер за обозначаване на непозната система, която трябва да бъде изследвана с методите на системната идентификация[2]

- В невронните мрежи или евристичните алгоритми (компютърни термини за описване на процеса на „обучение“ на изкуствен интелект) с черна кутия се описва онази постоянно изменяща се част от програмното осигуряване, която не може да се тества от програмистите.

- На фондовия пазар така се наричат програми и алгоритми, които оперират автоматично със сметките на клиенти при настъпване на определени пазарни условия. [3]
- Във философията и психологията школата на бихевиористите разглежда човешкия разум като черна кутия[4]